# Monkeyshines, No. 1
Monkeyshines (1889 ou 1890) foi uma produção experimental do Edison Studios, de Thomas Edison, feita para testar o formato cilíndrico original do cinetoscópio. Acredita-se ser o primeiro filme rodado nos Estados Unidos. Foi dirigido por William K.L. Dickson e William Heise, sendo que estudiosos têm opiniões divergentes sobre se este primeiro filme foi rodado em junho de 1889, estrelado por John Ott, ou em algum momento entre 21 e 27 de novembro de 1890, estrelado por G. Sacco Albanese. Ott e Albanese eram colegas de trabalho no laboratório da empresa, existindo evidências contraditórias para cada reivindicação. O IMDb considera Albanese como o "ator" utilizado. Monkeyshines, No. 2 e Monkeyshines, No. 3 sucederam rapidamente para testar outras condições.
Estes filmes foram feitos para servir como testes internos do novo sistema de câmeras, e não para uso comercial; sua ascensão ocorreu muito mais tarde, devido ao trabalho de historiadores do cinema. Todos os três filmes mostram uma figura borrada na posição branca em um algum lugar, fazendo grandes gestos, e possuem apenas alguns segundos de duração.

## Situação atual
Existem cópias guardadas no Thomas Edison National Historical Park, bem como no American Film Institute, da Biblioteca do Congresso dos Estados Unidos. Além disso, o filme pode ser visto livremente na Internet uma vez que, pela data de produção,
encontra-se em Domínio Público.

## Dúvidas sobre o elenco
Em 1933, Dickson escreveu sobre esses experimentos, lembrando que "um grego brilhante e ensolarado [sic], de nome Sacco Albanese, foi uma das minhas primeiras vítimas... Envolto em branco, ele foi preparado para passar por algumas travessuras estranhas". A partir destas palavras, presume-se que ele foi o objeto dos chamados experimentos "Monkeyshines", nos quais imagens eram fotografadas em filme de celulóide enrolado em um cilindro semelhante ao de um fonógrafo, uma vez que Edison estava buscando a sincronização de filmes com sua invenção de áudio. Essas imagens ainda sobrevivem, mas com tão poucos detalhes e nitidez, que não é possível discernir um rosto reconhecível da figura vista vestida de branco e agitando os braços.
Gordon Hendricks data esses experimentos para a semana de 21 a 27 de novembro de 1890. No entanto, Paul Spehr argumenta que nenhum experimento com cilindro foi conduzido neste momento, tendo sido substituído pelo trabalho em filme de tira que eventualmente levaria ao Cinetoscópio. Ele sugere que as imagens do cilindro datam de 1889, quando Dickson experimentou pela primeira vez o método do cilindro com folha de celulóide fornecida por John Carbutt. Se for esse o caso, então Sacco Albanese não poderia ser a figura nos Monkeyshines, pois ainda não havia migrado para os Estados Unidos. Charles Musser, no entanto, concorda com Hendricks de que as imagens fantasmagóricas mostrariam Albanese.

## Elenco
- G. Sacco Albanese ... ele mesmo *
- John Ott          ... ele mesmo *

*Não há consenso sobre qual dos dois foi o "ator" utilizado no filme